# Martin Nodell
Martin Nodell (pseud. Mart Cellon lub Dellon, ur. 15 listopada 1915 w Filadelfii, zm. 9 grudnia 2006 w Muskego (Wisconsin)) – amerykański rysownik, twórca komiksu Zielona Latarnia (Green Lantern). 

## Życiorys
Studiował w School of the Art Institute of Chicago i Pratt Institute w Nowym Jorku. Debiutował w 1940, ośmiostronicową historią, na łamach All-American Comics. W tym samym roku stworzył postać Alana Scotta, bohatera Zielonej Latarni, który po katastrofie pociągu, odkrywa w gruzach prastarą latarnię wykutą z meteoru, z której tworzy pierścień dający mu nadludzką moc. Komiks ukazywał się do 1949, po czym został wznowiony w latach 60. XX wieku.
W latach 50. pracował przy tworzeniu reklam. 
W swojej wieloletniej karierze rysował między innymi do tak znanych komiksów jak Kapitan Ameryka, The Human Torch, czy Sub-Mariner.
Ostatnie prace Nodella pojawiły się w 1991. Zmarł z przyczyn naturalnych w domu opieki, mając 91 lat. Żona Nodella zmarła w 2004.